# Let Them Eat Jellybeans !
 (février 2019).
Let Them Eat Jellybeans !, (en français : Qu'ils mangent des jelly beans !) sous-titré 17 Extracts From America's Darker Side (17 extraits du côté plus sombre de l'Amérique), est une compilation, sortie en janvier 1982 aux États-Unis et publiée par le label du chanteur Jello Biafra, Alternative Tentacles.

## Présentation
Let Them Eat Jellybeans ! est l'une des premières compilations de musique underground aux États-Unis, qui réunit tous les groupes punk connus des États-Unis et du Canada à cette époque.
La face A du disque contient des chansons de plusieurs groupes phares du punk hardcore américain dans les années 1980, tandis que la face B présente davantage un son art rock,.

### Titre

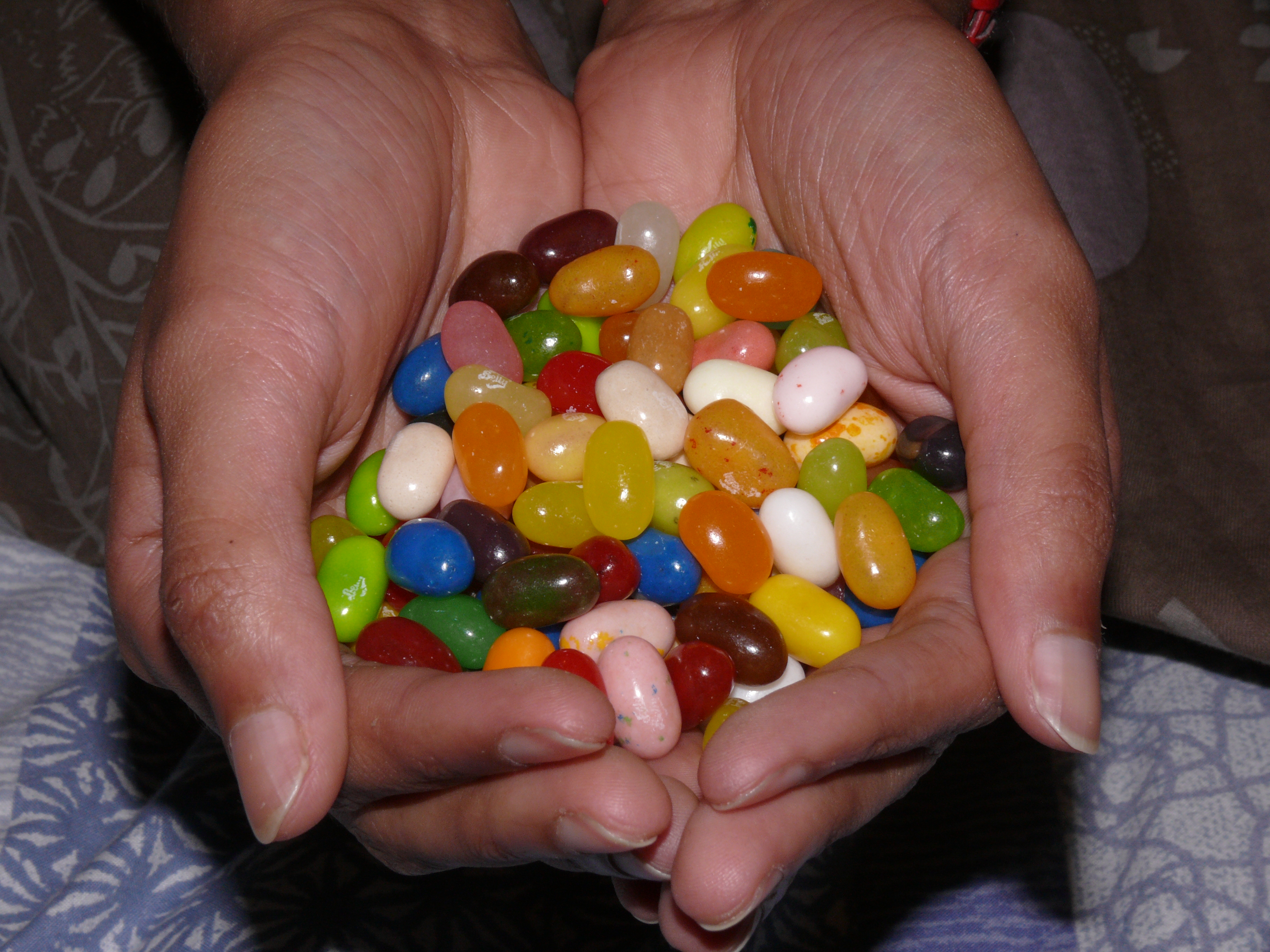
Des jellybeans

Le titre de l'album vient de la phrase « Qu'ils mangent de la brioche » (prétendument prononcée par Marie-Antoinette). Le mot jellybeans fait référence à Ronald Reagan, connu pour les considérer comme son bonbon préféré.

### Pochette
La pochette avant présente Ronald Reagan sur fond de drapeau américain. La pochette arrière représente un sans-abri.

### Chansons
Au moins deux des morceaux de l'album n'ont jamais été publiés dans la même version que celle diffusée sur Let Them Eat Jellybeans !.
La version de Police Story de Black Flag entendue sur cette compilation est enregistrée pendant les sessions pour l'EP Six Pack avec Dez Cadena (en) au chant, bien que l’encart de l’album comporte la formation de l’époque Damaged avec Henry Rollins.
En outre, la version de Dead Kennedys de Nazi Punks Fuck Off! est un enregistrement totalement différent des versions présentes à la fois sur In God We Trust, Inc. et sur le single Nazi Punks Fuck Off!.
La version de Pay to Cum de Bad Brains est la version originale entendue pour la première fois sur leur single 7" et se distingue de la version de leur premier album éponyme.

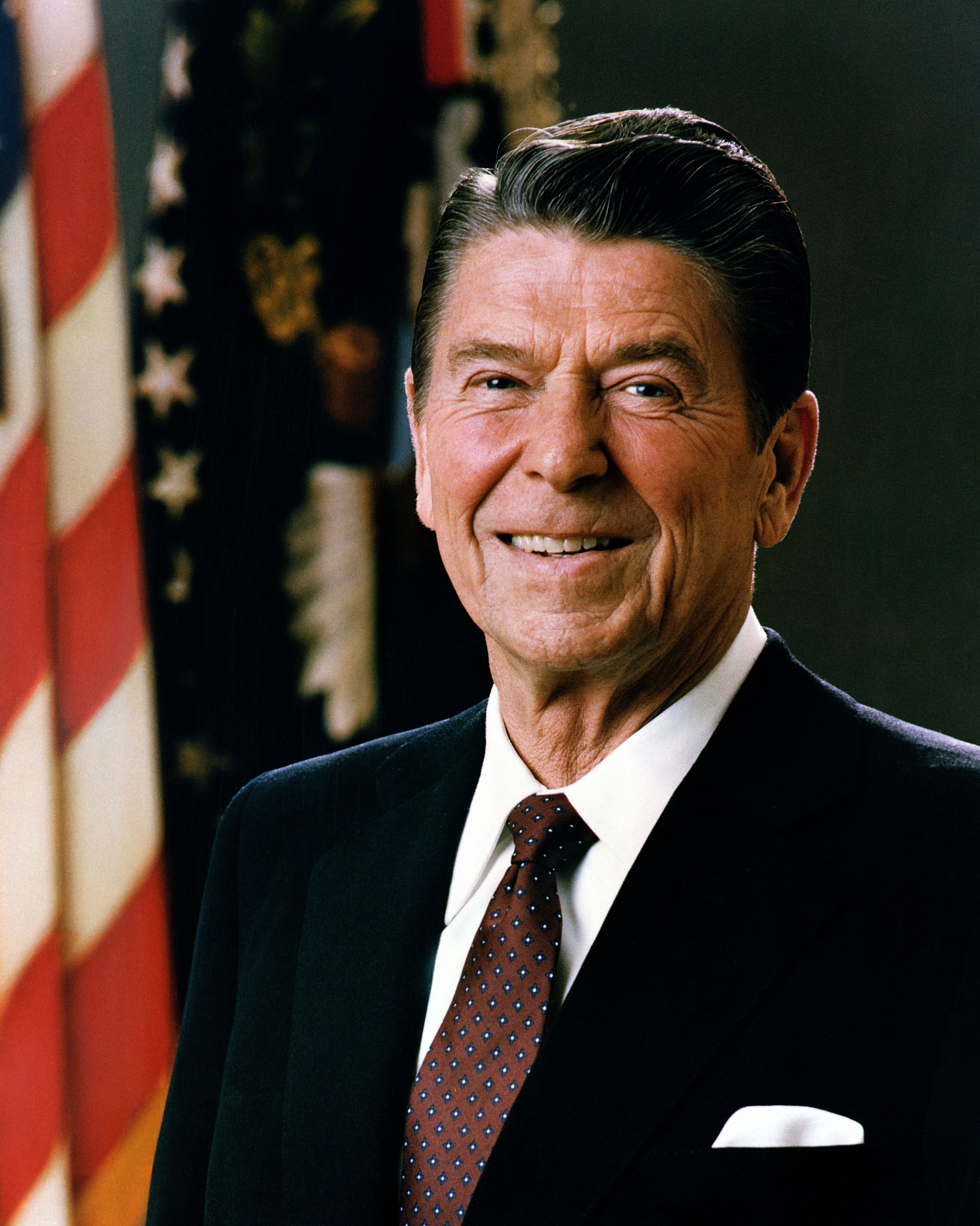
Ronald Reagan

### Réédition
Selon Alternative Tentacles, l’album n’a pas été réédité parce que Black Flag n’autoriserait pas l’utilisation de leur morceau et qu’il y a eu "un contentieux" entre Jello Biafra et un autre groupe non identifié sur le disque. Jello Biafra ne rééditerait pas l'album s'il n'était pas sous sa forme originale complète. Malgré cela, l’album a été largement diffusé sur Internet. Des copies utilisées sont également disponibles chez les disquaires.

## Liste des titres
| 1. | Ha Ha Ha                     | Flipper       | 2:15 |
| 2. | The Prisoner                 | D.O.A.        | 1:50 |
| 3. | Police Story                 | Black Flag    | 1:26 |
| 4. | Pay to Cum                   | Bad Brains    | 1:28 |
| 5. | Nazi Punks Fuck Off!         | Dead Kennedys | 1:00 |
| 6. | Paid Vacation                | Circle Jerks  | 1:25 |
| 7. | Prostitution                 | Really Red    | 1:18 |
| 8. | Jesus Entering From the Rear | The Feederz   | 2:47 |
| 9. | Slave to My Dick             | Subhumans     | 2:37 |

| 1. | Isotope Soap                 | Geza X               | 2:18 |
| 2. | Persecution - That's My Song | B-People             | 2:15 |
| 3. | An Object                    | Wounds               | 2:44 |
| 4. | Everyone's a Bigot           | The Offs             | 3:30 |
| 5. | Corporate Food               | Anonyme (Steve Fisk) | 2:18 |
| 6. | Fun Again                    | Half Japanese        | 1:55 |
| 7. | Joke's on You                | Christian Lunch      | 3:29 |
| 8. | Sleep                        | Voice Farm           | 2:47 |